# Gène Perle

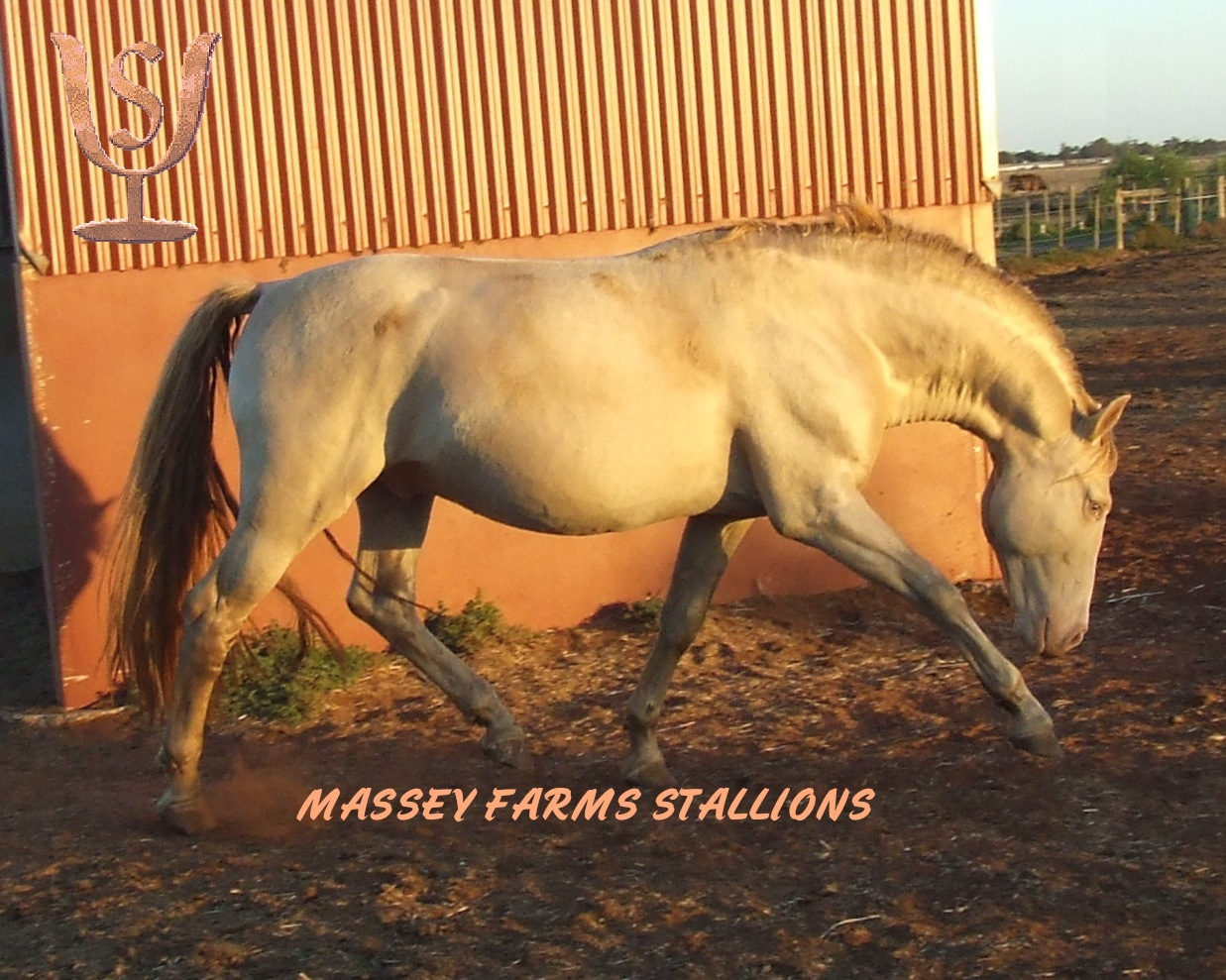
Double dilution due à l'action du gène perle

Le gène Perle (« prl », en anglais Barlink factor), est un gène de dilution responsable de certaines couleurs de robe du cheval. Il n'est pas clair qu'il s'agisse d'un gène séparé ou d'un allèle du gène Crème, puisqu'il se situe au même endroit, ou très proche de ce dernier (MATP). Il est sans aucun rapport avec le gène Champagne, avec lequel il est pourtant très souvent confondu de par le phénotype produit.
Perle est un allèle récessif, il ne s'exprime donc qu'en double exemplaire (homozygotie). 
Il a la particularité de pouvoir s'exprimer en présence d'un allèle Crème. Leur promiscuité dans le génome fait qu'ils se comportent comme s'ils étaient deux allèles d'une même mutation. Aussi, un cheval homozygote perle ne pourra pas porter le Crème, tout comme un homozygote Crème ne pourra porter le Perle. Un cheval Perle/Crème transmettra toujours soit l'un soit l'autre a sa descendance, mais jamais aucun des deux.
Le Perle se note « prl » (en minuscules, comme tout allèle récessif) un cheval homozygote perle se notera donc prlprl, et un perle crème Crprl (le crème étant semi-dominant, il se note lui avec une majuscule).
Le phénotype d'un prlprl varie légèrement de celui d'un Crprl. Le premier aura généralement une teinte globale plus soutenue, une peau violacée mouchetée et des yeux très sombres à la sclère apparente. Tandis que le second aura généralement une teinte globalement plus pâle, une peau violacée mouchetée plus rosée et des yeux clairs de verts-bleutés à vert-ambrés.
Cette mutation rare se retrouve uniquement chez des races américaines (Quarter Horse, Paint Horses...), d'Amérique latine (Paso..), ibériques (Lusitanien, Pure Race Espagnole) et chez l'Irish Cob/Gypsy Cob.